# Thief: The Dark Project
Thief: The Dark Project is een computerspel ontwikkeld door Looking Glass Studios en uitgegeven door Eidos Interactive voor Windows. Het stealthspel is uitgekomen 3 december 1998.

## Plot
Garrett, een meesterdief die door een geheime groep is getraind, voert grote roofmissies uit. Hij raakt echter betrokken bij een complexe situatie, en moet een groot gevaar zien af te wenden.

## Spel
Het spel gebruikt licht en geluid in de gameplay, en combineert kunstmatige intelligentie in de simulatiesystemen. Het spel is bekend om het gebruik van een primair perspectief in combinatie met niet-confronterende gameplay. De speler moet proberen zo onopvallend door het level te geraken.

## Ontvangst
| Recensiescore       | Recensiescore |
| Recensieverzamelaar | Score         |
| ------------------- | ------------- |
| GameRankings        | 89%           |
| Metacritic          | 92%           |
| Publicist           | Score         |
| GameSpot            | 9,1           |
| IGN                 | 8,9           |
| PC Gamer (VS)       | 90%           |
| GamePro             | 5/5           |
| PC Zone             | 9,0           |

Thief: The Dark Project ontving positieve recensies. Men prees de diepgaande en uitdagende gameplay en het achtergrondgeluid. Kritiek was er op de haperende botsingdetectie van voorwerpen en de grottenlevels die te veel afweken van de verwachtingen.
Het spel verscheen in meerdere lijsten van succesvolle computerspellen en populariseerde het stealthgenre.
Op aggregatiewebsites Metacritic en GameRankings heeft het spel verzamelde scores van respectievelijk 92% en 89%.

## Trivia
- Het spel is opgenomen in het boek 1001 Video Games You Must Play Before You Die van Tony Mott.